# آنا وينج
آنا وينج (بالإنجليزية: Anna Wing)‏ (و. 1914 – 2013 م) هي ممثلة مسرحية، وممثلة أفلام من المملكة المتحدة، والمملكة المتحدة لبريطانيا العظمى وأيرلندا، بدأت مشوارها المهني سنة 1938، توفيت عن عمر يناهز 99 عاماً.

## جوائز
حصلت على جوائز منها:
- عضو رتبة الإمبراطورية البريطانية.

## وصلات خارجية
- آنا وينج على موقع IMDb (الإنجليزية)
- آنا وينج على موقع ألو سيني (الفرنسية)
- آنا وينج على موقع أول موفي (الإنجليزية)
- آنا وينج على موقع قاعدة بيانات الأفلام السويدية (السويدية)
- آنا وينج على موقع قاعدة بيانات الفيلم (الإنجليزية)
- آنا وينج على موقع كينوبويسك (الروسية)